# Skoki
Skoki (germană Schokken) este un oraș în Polonia.